# Ielena Txijova
Ielena Semiónovna Txijova, rus: Еле́на Семёновна Чижо́ва (nascuda el 4 de maig de 1957 a Leningrad) és una escriptora en llengua russa, traductora, assagista i economista, guanyadora del Premi Booker Rus el 2009.

## Biografia i creativitat
Kandidat naük en ciències econòmiques, va ensenyar gestió de producció i anglès. A anys 90 es va dedicar als negocis.
És redactora en cap de la revista internacional Vsemírnoie slovo (Sant Petersburg), prosista, traductora i assagista.

## Opinions
El març de 2014, Ielena Txijova va posar la seva signatura a la crida de figures culturals de Rússia contra les accions de la Federació Russa a Crimea. Al maig de 2018, va signar una declaració dels membres del PEN Club de Sant Petersburg als participants de l'SPIEF on es demanava l'alliberament d'Oleh Sentsov i el seu trasllat a Ucraïna.
Al maig del 2019, el diari suís Neue Zürcher Zeitung va publicar un assaig de Txijova, que va tenir un ampli ressò a Rússia, perquè Txijova acusava Ióssif Stalin de connivència amb els plans de Hitler de destruir Leningrad i els seus habitants. La politòloga Natàlia Ielisséieva va enviar una declaració al Comitè d'Investigació de Rússia per a iniciar procediments penals contra l'escriptora en virtut de l'article 354.1 del Codi Penal de la Federació Russa (rehabilitació del nazisme). El 10 de maig de 2019, els membres del PEN Club van expressar la solidaritat amb Ielena Txijova, però van assenyalar que "a l'article en discussió hi ha, segons molts, una inexactitud important. Durant el període més sever del setge [de Leningrad], la connexió ferroviària amb la ciutat es va tallar, i es feia del tot impossible l'exportació d'equipament militar o el transport de matèries primeres en lloc d'aliments, tal com descriu Txijova".

## Família
Txijova va ser casada amb Valeri Vozgrín (1939–2020), originari de Crimea, que va ser doctor en ciències històriques, professor de la Universitat Estatal de Sant Petersburg, membre de la Reial Acadèmia Danesa de les Ciències i les Arts, antic delegat del Congrés del Poble Tàtar de Crimea (Mejlis), representant oficial dels Mejlis a Sant Petersburg.
Té dos fills.

### Novel·les
- «Крошки Цахес» / Els petits Zaches (2000)
- «Лавра» / La laura (2002)
- «Орест и сын» / Orestes i fill (2007)
- «Время женщин» / El temps de les dones (2009)
- «Полукровка» / Mitja sang (2010; en la versió de la revista es va publicar amb el nom de «Преступница» / Una dona criminal, 2005)
- «Терракотовая старуха» / Dona vella de terracota (2011)
- «Неприкаянный дом» / Casa inquieta (2012)
- «Планета грибов» / El planeta dels bolets (2014)
- «Китаист» / Sinòleg (2017)
- «Город, написанный по памяти» / Una ciutat escrita des de la memòria (2019)

### Premis literaris
- Novel·la «Крошки Цахес» / Els petits Zaches  — Premi "Palmira del Nord" (2001) i Premi Literari de la revista Zvezdà (2001).
- Novel·la «Лавра» / La laura, va aparèixer en una llista breu del Booker Rus (2003).
- Novel·la «Полукровка» / Mitja sang (publicada amb el títol «Преступница» / Una dona criminal) va aparèixer en una llista breu del Booker Rus (2005).
- Novella «Время женщин» / El temps de les dones — guanyadora del Premi Booker rus (2009).